# Грассфлет (Пенсільванія)
Грассфлет (англ. Grassflat) — переписна місцевість (CDP) в США, в окрузі Клірфілд штату Пенсільванія. Населення — 479 осіб (2020).

## Географія
Грассфлет розташований за координатами 41°0′10″ пн. ш. 78°6′22″ зх. д. / 41.00278° пн. ш. 78.10611° зх. д. (41.002730, -78.106096).  За даними Бюро перепису населення США в 2010 році переписна місцевість мала площу 2,93 км², з яких 2,93 км² — суходіл та 0,00 км² — водойми.

## Демографія
Згідно з переписом 2010 року, у переписній місцевості мешкало 511 осіб у 208 домогосподарствах у складі 149 родин. Густота населення становила 174 особи/км².  Було 238 помешкань (81/км²).
Расовий склад населення:
| - 99,4 % — білих - 0,2 % — корінних американців - 0,2 % — чорних або афроамериканців |

До двох чи більше рас належало 0,0 %. Частка іспаномовних становила 0,8 % від усіх жителів.
За віковим діапазоном населення розподілялося таким чином: 19,8 % — особи молодші 18 років, 63,4 % — особи у віці 18—64 років, 16,8 % — особи у віці 65 років та старші. Медіана віку мешканця становила 43,3 року. На 100 осіб жіночої статі у переписній місцевості припадало 102,0 чоловіків;  на 100 жінок у віці від 18 років та старших — 95,2 чоловіків також старших 18 років.
Середній дохід на одне домашнє господарство  становив 54 188 доларів США (медіана — 44 511), а середній дохід на одну сім'ю — 60 554 долари (медіана — 51 023). За межею бідності перебувало 12,1 % осіб, у тому числі 19,7 % дітей у віці до 18 років та 4,9 % осіб у віці 65 років та старших.
Цивільне працевлаштоване населення становило 228 осіб. Основні галузі зайнятості: освіта, охорона здоров'я та соціальна допомога — 20,6 %, роздрібна торгівля — 19,3 %, виробництво — 15,8 %.